# From Nothin' to Somethin'
From Nothin' To Somethin' è il quarto album in studio del rapper statunitense Fabolous, pubblicato l'11 giugno 2007 sotto le case discografiche Desert Storm Records e Def Jam Recordings.

## Informazioni
la Def Jam Recordings  ha rimandato la data di uscita dell'album parecchie volte, a partire dal 19 dicembre al 27 febbraio, poi dal 23 marzo al 17 aprile, fino al 18 marzo e infine al 12 giugno. Prima della sua uscita, la rivista XXL  ha certificato "From Nothin' To Somethin'" l'ottavo album più atteso del 2007.
Il disco si è piazzato alla posizione n.2 nella classifica Billboard 200 e alla posizione n.1 nelle classifica di Billboard Top R&B/Hip-Hop Albums e Top rap Albums, con 159 000 copie vendute durante la prima settimana di debutto. È stato poi certificato disco d'oro per le vendite di 524 000 copie.

## Produzioni e singoli
Hanno collaborato all'album molti artisti di spicco nell'attuale scena hip hop, come ad esempio Akon, Ne-Yo, T-Pain, Jay-Z, Rihanna, Swizz Beatz e Young Jeezy. Le produzioni più importanti sono quelle di Just Blaze, Timbaland, Jermaine Dupri, Polow da Don e Akon.
Sono stati estratti quattro singoli: il primo è "Diamonds" in collaborazione con Young Jeezy; il secondo  "Return of the Hustle", in collaborazione con Swizz Beatz; Il terzo "Make Me Better", in collaborazione con Ne-Yo; il quarto e ultimo è "Baby Don't Go", che nell'album vede la partecipazione di T-Pain ma nel videoclip quella di Jermaine Dupri. Secondo quanto rilasciato da Fabolous in un'intervista, Il quinto singolo dovrebbe essere "Gangsta Don't Play", in collaborazione con Junior Reid.

## Tracce
| #  | Traccia                         | Produttore/i                         | Featuring                                                   | Durata |
| -- | ------------------------------- | ------------------------------------ | ----------------------------------------------------------- | ------ |
| 1  | From Nothin' To Somethin' Intro | Reefa                                | -                                                           | 2:54   |
| 2  | Yep, I'm Back                   | Freebass                             | -                                                           | 4:27   |
| 3  | Change Up                       | Akon                                 | Akon                                                        | 4:26   |
| 4  | Make Me Better                  | Timbaland                            | Ne-Yo                                                       | 4:12   |
| 5  | Baby Don't Go                   | Jermaine Dupri                       | T-Pain                                                      | 3:36   |
| 6  | Return of the Hustle            | Just Blaze                           | Swizz Beatz                                                 | 4:17   |
| 7  | Gangsta Don't Play              | Reefa                                | Junior Reid                                                 | 4:23   |
| 8  | Real Playa Like                 | Polow da Don                         | Lloyd                                                       | 4:07   |
| 9  | First Time                      | Big Tank                             | Rihanna                                                     | 3:53   |
| 10 | Diamonds                        | Steve Morales & Raymond "Sarom" Diaz | Young Jeezy                                                 | 4:16   |
| 11 | Brooklyn                        | Versatile                            | Jay-Z & Uncle Murda                                         | 3:56   |
| 12 | I'm the Man                     | Reefa                                | Red Cafe                                                    | 3:28   |
| 13 | Joke's on You                   | Don Cannon                           | Pusha-T                                                     | 4:31   |
| 14 | What Should I Do                | Amadeus                              | Lil' Mo                                                     | 4:26   |
| 15 | This Is Family (HIDDEN TRACK)   | Nova                                 | Paul Cain, Freck Billionaire, Red Cafe, Joe Budden & Ransom | 6:53   |

### Tracce escluse dall'album
| # | Traccia                | Produttore/i  | Featuring    |
| - | ---------------------- | ------------- | ------------ |
| 1 | Hustlers Posterchild   | Neo Da Matrix | Cassidy      |
| 2 | So Fabolous            | J.R. Rotem    |              |
| 3 | Back To School         | Just Balze    |              |
| 4 | Bossed Up              |               |              |
| 5 | Foggin' Up The Windows | The Runers    | R. Kelly     |
| 6 | Let's Make Love        | Kanye West    | Keyshia Cole |

## Posizioni in classifica
| Classifica (2007)                      | Posizione massima |
| -------------------------------------- | ----------------- |
| Billboard 200 (USA)                    | 2                 |
| Billboard Top R&B/Hip Hop Albums (USA) | 1                 |
| Japanese Oricon Album Chart            | 54                |

## Critica
| Recensione su    | Giudizio                                               |
| ---------------- | ------------------------------------------------------ |
| All Music Guide  | link                                                   |
| dropmagazine.com | link Archiviato il 17 maggio 2008 in Internet Archive. |
| nappyafro.com    | link Archiviato il 14 aprile 2008 in Internet Archive. |
| RapReviews.com   | link                                                   |
| HipHopDX.com     | link                                                   |
| Rapcommunity.de  | link                                                   |
| Nypost           | link Archiviato il 14 aprile 2008 in Internet Archive. |